# Antea (figlio di Eumelo)
Antea (in greco antico Ἀνταία), figlio di Eumelo, era un personaggio della mitologia greca.

## Mitologia
Persefone, nell'intento di difendere le messi sulla Terra, affidò a Trittolemo il proprio carro trainato da draghi. Antea cercò di condurre quel carro, ma la corsa fu tanto veloce che Antea ne precipitò, morendo.
Suo padre Eumelo lo pianse in compagnia dello stesso Trittolemo.